# Mees Hilgers
Mees Victor Joseph Hilgers (Amersfoort, 13 mei 2001) is een Indonesisch-Nederlands voetballer. De verdediger doorliep de jeugdopleiding van FC Twente en maakte eind 2020 zijn debuut voor deze club in het betaald voetbal. Hij komt sinds 2024 uit voor het Indonesisch voetbalelftal.

## Clubcarrière
Hilgers begon met voetballen bij ASC Nieuwland in zijn geboorteplaats Amersfoort. Na verhuizing naar Nijkerk kwam hij uit in de jeugd van Sparta Nijkerk. Hij maakte op zijn tiende de overstap naar de voetbalacademie FC Twente. In december 2018 tekende hij een jeugdcontract bij de club en in mei 2020 tekende hij een contract bij de nieuw gevormde FC Twente/Heracles Academie.
In de zomer van 2020 trainde hij achtereenvolgens mee met de selecties van Heracles Almelo en FC Twente en kwam hij uit in enkele oefenwedstrijden voor FC Twente. In oktober tekende hij een contract voor drie jaar bij FC Twente, met een optie voor nog een jaar. Op 5 december 2020 maakte hij zijn debuut in de Eredivisie. In een met 1-2 gewonnen uitwedstrijd tegen AFC Ajax liet trainer Ron Jans hem in de 80e minuut invallen voor Tyronne Ebuehi. In seizoen 2020/21 kwam hij tot drie korte invalbeurten. In de vierde wedstrijd van seizoen 2021/22 veroverde hij door blessures van Kik Pierie en Jayden Oosterwolde een basisplaats, die hij vervolgens niet meer afstond. Op 5 november 2021 scoorde hij zijn eerste doelpunt in de Eredivisie, in de Twentse derby tegen Heracles Almelo.
In seizoen 2022/23 was hij vanaf maart enige tijd uitgeschakeld door een liesblessure. Na terugkeer had hij zijn basisplaats verloren aan Julio Pleguezuelo. Hij leek aan te sturen op een vertrek bij FC Twente, maar tekende in juli 2023 een verbeterd nieuw contract tot medio 2026.

## Clubstatistieken
| Seizoen | Club      | Competitie | Competitie | Competitie | Beker | Beker | Internationaal | Internationaal | Overig | Overig | Totaal | Totaal |
| Seizoen | Club      | Competitie | Wed.       | Dlp.       | Wed.  | Dlp.  | Wed.           | Dlp.           | Wed.   | Dlp.   | Wed.   | Dlp.   |
| ------- | --------- | ---------- | ---------- | ---------- | ----- | ----- | -------------- | -------------- | ------ | ------ | ------ | ------ |
| 2020/21 | FC Twente | Eredivisie | 3          | 0          | 0     | 0     | —              | —              | 0      | 0      | 3      | 0      |
| 2021/22 | FC Twente | Eredivisie | 24         | 1          | 2     | 0     | —              | —              | 0      | 0      | 26     | 1      |
| 2022/23 | FC Twente | Eredivisie | 28         | 1          | 1     | 0     | 4              | 0              | 2      | 0      | 35     | 1      |
| 2023/24 | FC Twente | Eredivisie | 28         | 0          | 0     | 0     | 5              | 0              | 0      | 0      | 33     | 0      |
| 2024/25 | FC Twente | Eredivisie | 25         | 1          | 0     | 0     | 9              | 1              | 1      | 0      | 35     | 2      |
| Totaal  | Totaal    | Totaal     | 108        | 3          | 3     | 0     | 18             | 1              | 3      | 0      | 132    | 4      |

Bijgewerkt t/m 29 mei 2025.

## Interlandloopbaan
Hilgers is de zoon van een Indonesische moeder en Nederlandse vader. Hij mag daardoor voor beide landen uitkomen. Door zijn doorbraak bij FC Twente in 2021 zou er volgens Indonesische media interesse zijn vanuit de PSSI om Hilgers voor het Indonesisch voetbalelftal te laten uitkomen. Hier kwam echter op dat moment nog geen vervolg op.
Op 23 september 2022 debuteerde Hilgers in Jong Oranje met een 2–1-overwinning op Jong België. Het bleef bij die ene interland. In september 2024 besloot hij dat voor Indonesië wil uitkomen. In oktober 2024 volgde zijn debuut.